# Alpova cinnamomeus
Alpova cinnamomeus är en svampart som beskrevs av C.W. Dodge 1931. Alpova cinnamomeus ingår i släktet Alpova och familjen Paxillaceae.   Inga underarter finns listade i Catalogue of Life.